# Maynard James Keenan
 (septembre 2019).
Si vous disposez d'ouvrages ou d'articles de référence ou si vous connaissez des sites web de qualité traitant du thème abordé ici, merci de compléter l'article en donnant les références utiles à sa vérifiabilité et en les liant à la section « Notes et références ».
Pour les articles homonymes, voir Keenan.
Maynard James Keenan, né James Herbert Keenan le 17 avril 1964 à Ravenna dans l'Ohio, est un musicien américain. Il est le chanteur des groupes Tool, A Perfect Circle et Puscifer.

## Biographie

### Jeunesse
James Herbert Keenan est le fils unique de Judith Marie Keenan, née Dougherty, (1943-2003) et de Michael Van Keenan (1937-2025), tous deux issus des baptistes du Sud . Il a des origines italiennes et irlandaises. 
Ses parents divorcent lorsqu'il avait 4 ans, en 1968, et son père déménage à Scottville dans le Michigan. Il ne le voyait qu'une fois par an pendant 12 ans. 
Lorsque sa mère s'est remariée, James a du mal à accepter cette nouvelle vie, sentant qu'il serait dans "une nouvelle maison intolérante et surnaturelle" où son expression artistique serait "étouffée". 
Sa mère a souffert d'une hémorragie sous-arachnoïdienne paralysante due à une rupture d'anévrisme cérébral lorsqu'il avait 11 ans, en 1976. Après ça, elle persuadera James d'aller vivre avec son père à Scottville qu'il considère comme « le meilleur coup [qu'il] ait jamais fait ». 
Son père était entraineur de lutte dans l'école de la Mason County Central High School et dont James était un membre de l'équipe. Il a quitté le club quand son fils est sorti diplômé. 

### Débuts
Keenan s'engage dans l'armée en 1982, après avoir été diplômé de la Mason County Central High School à Scottville, et étudie à l'école militaire de West Point en 1983 et 1984, qu'il quitte cependant rapidement pour étudier l'art au Kendall College of Art and Design, dans le Michigan. C'est dans l'armée qu'il adopte le surnom de "Maynard", qui est un personnage fictif qu'il a créé quand il était au lycée. 

### Tool
Dans les années 1980, Keenan se lance dans la musique et chante pour des groupes tels que Children of the Anachronistic Dynasty, avec lequel il réalisera une cassette démo, Fingernails, suivi d'un autre groupe : TeXans avec lequel il sortira une autre démo, Never Again.
À la même époque, il déménage à Los Angeles pour travailler dans une animalerie. C'est là qu'il crée  un groupe avec le guitariste Adam Jones et le bassiste Paul D'Amour (qui sera remplacé ultérieurement par Justin Chancellor). Son voisin, le batteur Danny Carey se joint à eux ; ils appellent le groupe Tool (« outil » en anglais).
Tool sort l'EP Opiate en 1992, et tourne en première partie de Fishbone. C'est lors de ces tournées qu'il rencontre un technicien guitare de Fishbone, Billy Howerdel, avec qui il ne commencera à collaborer qu'en 1999 pour la création de A Perfect Circle, après qu'Howerdel lui a fait écouter ses compositions.
En 1993, Tool sort son premier album, Undertow. Avec ses paroles sombres et ses guitares furieuses, la formation parvient à mélanger habilement metal et rock alternatif. L'album remporte un grand succès, et la carrière musicale de Keenan s'envole ; il est comparé à Ian Curtis (qui a écrit et chanté pour Joy Division) et Robert Smith (célèbre chanteur de The Cure).
Undertow est suivi d'Ænima en 1996, album peu accessible mais qui confirme Tool sur sa lancée et Keenan en tant que vocaliste.
En 2001 sort le troisième album du groupe, Lateralus.
La mort de sa mère Judith-Marie, survenue en 2003, est une source d'inspiration pour une partie du quatrième album de Tool : 10,000 Days, avec un morceau en deux parties (Wings for Marie et 10,000 Days).

### A Perfect Circle
Après des conflits prolongés avec leur label Volcano Records, les membres de Tool décident de faire une pause. Keenan trouve alors le temps de fonder A Perfect Circle avec Billy Howerdel, en 1999. Le nouveau groupe sort son premier album en 2000 : Mer de Noms.
Keenan continue cependant de sortir des albums avec Tool : Salival en 2000 et Lateralus en 2001. Mer de Noms de A Perfect Circle est suivi en 2003 de Thirteenth Step, et d'un album de reprises sur le thème de la paix et de la guerre, eMotive, qui sort en novembre 2004, au moment des élections présidentielles américaines.
Maynard insiste sur le fait que « A perfect Circle n'est pas un Tool - bis ». Dans une interview, il décrit la musique de Tool comme « un résultat masculin », car le processus par lequel il passe pendant l'enregistrement d'un album de Tool est « très organique, et en même temps très planifié(...), orienté vers la recherche ». Alors qu'avec A Perfect Circle, « le processus est bien plus mécanique et orienté vers les ordinateurs, mais en même temps, bien plus rempli d'émotions et intuitif »[réf. souhaitée]. Et Maynard de conclure : « Tool est plutôt le résultat de la partie gauche du cerveau, un résultat masculin, et A Perfect Circle représente plutôt la partie droite, un résultat plus féminin ».
Keenan est toujours, à ce jour, à la fois chanteur d'A Perfect Circle et de Tool. 
En 2003, il dédie à sa mère décédée la même année un titre de A Perfect Circle, Judith. Alors que dans celui-ci, il exprime, entre autres, sa colère ressentie face à l'abandon de l'église fréquentée par sa mère après la rupture d'anévrisme de celle-ci et les séquelles engendrées, et l'incompréhension envers l'inutilité apparente de la foi et de la pratique religieuse de sa mère, il aborde plus des notions de pardon et d'apaisement dans 10,000 Days, puis lui rend hommage à travers Wings for Marie.
À la sortie de l'album 10000 days, on apprend qu'il ne croit pas en un succès durable pour ses groupes : il a décidé de devenir viticulteur pour assurer un avenir décent et laisser un héritage de valeur à son fils.

### Collaborations et autres projets
Keenan a par ailleurs construit un projet multimédia, multi-artistes et multi-personnalités nommé Puscifer, avec lequel il a sorti un album en 2007.
Il a chanté sur la chanson Know Your Enemy du premier album de Rage Against the Machine en 1992.  Il chante en duo avec Chino Moreno sur la chanson Passenger de l'album White Pony (2000) du groupe Deftones.
Il participe à la réalisation de l'album live de l'organisme militant Axis of Justice dirigé par Tom Morello (Rage Against the Machine) et Serj Tankian (System of a Down) en 2004.
Il est comédien dans le film Sleeping Dogs Lie (en), avec Brad Wilk de Rage Against the Machine.
Il possède un vignoble Caduceus Cellars en Arizona.

### Vie privée
Il n'est pas marié mais a un fils, Devo, né le 5 août 1995. Il était fiancé avec Jennifer Brena Ferguson, mais leur liaison n'a pas duré. Une chanson de A Perfect Circle porte par ailleurs son deuxième prénom, Brena.

## Discographie
- 1986 : Fingernails  (avec Children Of The Anachronistic Dynasty)
- 1987 : Never Again (avec TexAns)
- 1992 : Opiate (avec Tool)
- 1993 : Undertow (avec Tool)
- 1996 : Ænima (avec Tool)
- 2000 : Mer de Noms (avec A Perfect Circle)
- 2001 : Salival  (avec Tool)
- 2001 : Lateralus (avec Tool)
- 2003 : Thirteenth Step (avec A Perfect Circle)
- 2003 : Underworld Soundtrack (avec A Perfect Circle et Puscifer)
- 2004 : eMOTIVe (avec A Perfect Circle)
- 2004 : aMOTION (en) (avec A Perfect Circle)
- 2006 : 10,000 Days (avec Tool)
- 2007 : Cuntry Boner (avec Puscifer)
- 2007 : Don't Shoot the Messenger EP (avec Puscifer)
- 2007 : "V" Is for Vagina (avec Puscifer)
- 2008 : "V" Is For Viagra (avec Puscifer)
- 2009 : "C" Is for (Please Insert Sophomoric Genitalia Reference Here) (avec Puscifer)
- 2011 : Conditions of my Parole (avec Puscifer)
- 2015 : Money Shot (avec Puscifer)
- 2018 : Eat The Elephant (avec A Perfect Circle)
- 2019 : Fear Inoculum (avec Tool)
- 2020 : Existential Reckoning (avec Puscifer)

## Filmographie
- 2002 : Bikini Bandits de Steve Grasse : Satan
- 2004 : Bikini Bandits 2: Golden Rod de Steve Grasse
- 2009 : Hyper Tension 2 de Mark Neveldine et Brian Taylor : Promeneur de chiens
- 2011 : Vile de Taylor Sheridan : Agent Spécial Ford